# Cistina
Cistina is een geslacht van zeesterren uit de familie Ophidiasteridae.				

## Soort
- Cistina columbiae Gray, 1840